# SocArXiv

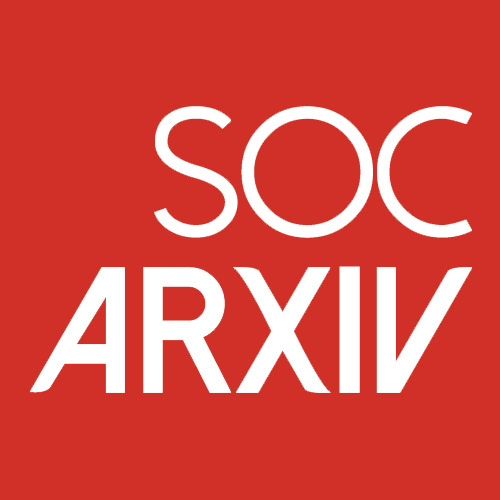
Логотип для сервера SocArXiv

SocArXiv — онлайн-сервер научных статей по социальным наукам, основанный социологом Филипом Коэном в партнерстве с некоммерческим Центром открытой науки (Center for Open Science). Это открытый архив, основанный на модели сервера препринтов ArXiv, используемой физиками. Здесь также размещаются статьи в области искусства и гуманитарных наук, образования и права.
База данных была запущена в 2016 году, вскоре после покупки Elsevier SSRN в области социальных наук, чтобы удовлетворить потребность в новом общем, с открытым исходным кодом, сервере для социальных наук, который поощряет обмен данными и кодом, который служит открытой системы метаданных и обеспечивает основу постпроверки статей. База была построена на платформе Open Science Framework, изначально как программа для внутреннего пользования в Университете Мэриленда.
Помимо этого Коэн призвал создать центральный репозиторий для рецензирования статей, (в том числе отклоненных впоследствии) для повышения прозрачности и эффективности работы.
По состоянию на ноябрь 2020 года на SocArXiv размещено более 6500 статей.